# Sminthurides sexoculatus
Sminthurides sexoculatus is een springstaartensoort uit de familie van de Sminthurididae. De wetenschappelijke naam van de soort is voor het eerst geldig gepubliceerd in 1970 door Betsch & Massoud.